# John Monnette
John Monnette (1982) is een professionele pokerspeler uit de Verenigde Staten. Hij heeft vijf World Series of Poker titels op zijn naam staan. Zijn eerste titel won hij tijdens de World Series of Poker 2011 in het $2.500 Eight Game Mix-toernooi. In 2012 won hij zijn tweede titel en wist hij op een tweede plek te eindigen achter winnaar David Baker in het $10.000 H.O.R.S.E.-toernooi. In 2017 volgde zijn derde en in 2021 zijn vierde titel.
Monnette won tot en met november 2021 meer dan $3.255.000,- in toernooien.

## World Series of Poker bracelets
| Jaar                       | Toernooi                                       | Prijs    |
| -------------------------- | ---------------------------------------------- | -------- |
| World Series of Poker 2011 | $2.500 Eight Game Mix                          | $278.144 |
| World Series of Poker 2012 | $5.000 Seven Card Stud                         | $190.826 |
| World Series of Poker 2017 | $10.000 No Limit 2-7 Lowball Draw Championship | $256.610 |
| World Series of Poker 2021 | $10.000 Limit Hold'em Championship             | $245.680 |
| World Series of Poker 2023 | $1.500 Limit 2-7 Lowball Triple Draw           | $145.846 |